# Тейлоризм

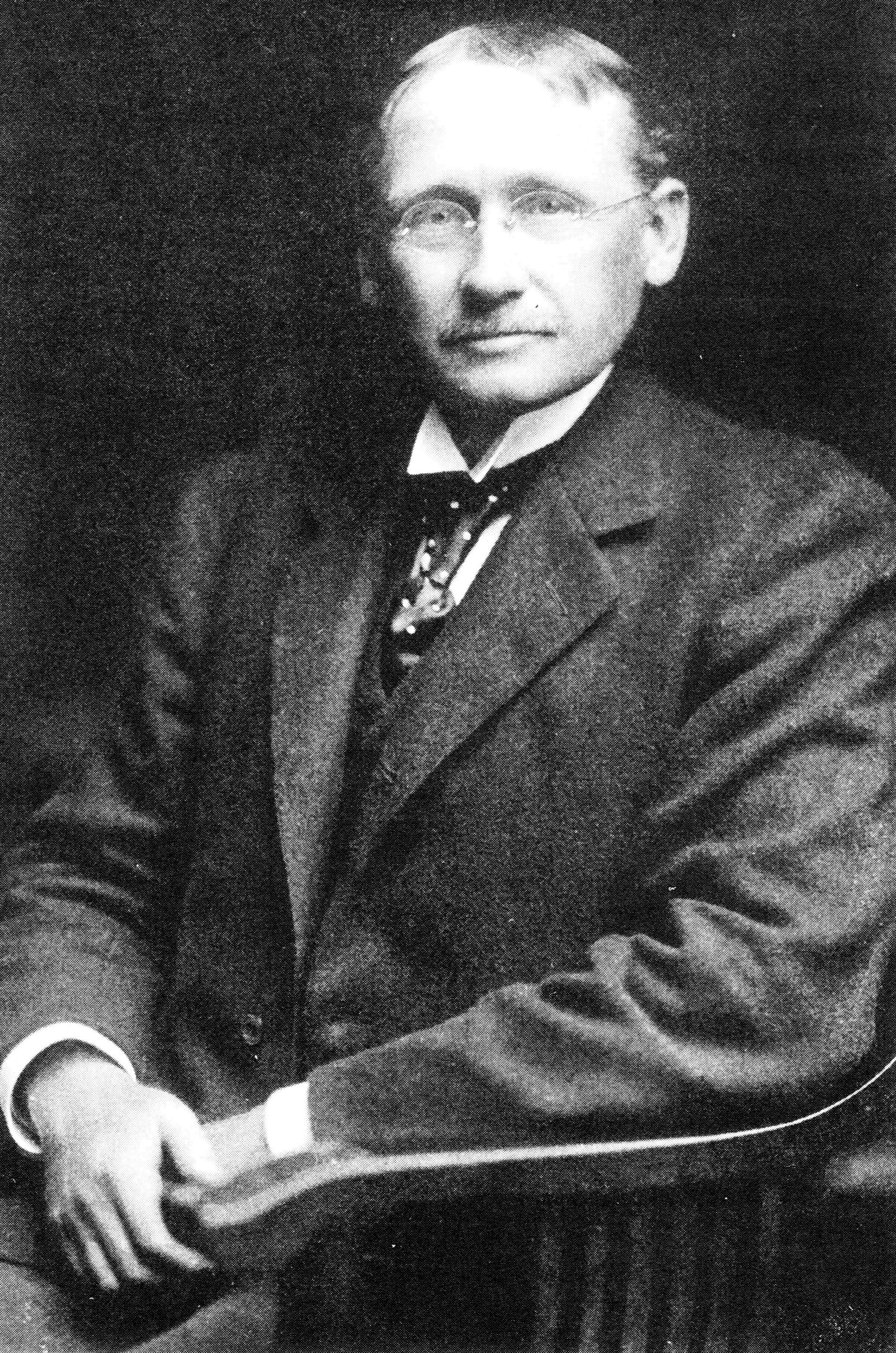
Фредерик Тейлор, 1856—1915

Тейлори́зм (англ. Taylorism) — одна из теорий управления или научная организация труда, проанализировавшая и обобщившая рабочие процессы. Её основной целью было повышение экономической эффективности, особенно производительности труда. Использование данного подхода было одной из первых попыток применить науку для конструирования процессов и управления. Основоположник теории — Фредерик Уинслоу Тейлор.

## История
Разработку основ своих теорий Фредерик У. Тейлор начал в 1880-х — 1890-х годах: работая токарем и мастером в обрабатывающей промышленности в компании Midvale Steel, Тейлор заметил естественные различия в производительности рабочих, которые, по его мнению, были вызваны разными причинами, в том числе способностью, уровнем развития интеллекта и мотивации. Тейлор одним из первых попытался теоретизировать происходящее. То есть выявить, какие различия существовали и почему, как это можно объяснить с точки зрения передового опыта, и как это может быть распространено на другие отрасли через пошаговую стандартизацию процессов. Он считал, что принятие решений, основанное на традиции и эмпирических правилах, должно быть заменено точными процедурами, разработанными в ходе тщательного изучения каждого работника, в том числе через исследование времени и движений, которое направлено на выявление или разработку «лучшего способа» выполнения любой задачи. Цели и назначение состояли в увеличении производительности и снижении затрат.
Впервые Тейлор опубликовал свои теории в монографиях «Управление мастерской» в 1903 г. (англ. Shop Management) и «Принципы научного управления» (англ. The Principles of Scientific Management) в 1911.
Пик влияния тейлоризма пришелся на 1910-е годы. Одним из последователей Тейлора был инженер-оптимизатор Гаррингтон Эмерсон.
В 1920-х годах, хотя основы тейлоризма по-прежнему использовались, начиналась эпоха конкуренции и синкретизма с противоположными или более широкими идеями. В СССР критиковал тейлоризм А. А. Богданов, а проповедовал — А. К. Гастев, поддержанный самим В. И. Лениным.
К 1930-м годам тейлоризм вообще устарел как отдельная теория или школа мысли. Но большинство тем тейлоризма по-прежнему считаются важной частью промышленной инженерии и менеджмента:
1. Создание научного фундамента для замены старых принципов работы.
2. Отбор работников должен проводиться на научной основе, и в дальнейшем должно реализовываться их профессиональное обучение.
3. Организация стимулирования труда на основе полученного конечного продукта.
4. Сотрудничество работников с администрацией.
5. Справедливое распределение обязанностей между работниками.

## Основные темы тейлоризма
- Анализ;
- Синтез;
- Логика;
- Рациональность;
- Эмпиризм;
- Трудовая этика;
- Эффективность;
- Система управления отходами;
- Стандартизация;
- Лучшие практики;
- Презрение к сохранению традиции ради самой идеи или просто для защиты социального статуса конкретного работника с конкретными навыками;
- Преобразование ремесленного производства в массовое производство;
- Передача знаний между работниками и от работников инструментам;
- Процессы;
- Документация.

## Критика
Современные компании продолжают использовать модели управления, основанные на идеях Фредерика Тейлора. Эти модели основаны на необходимости контролировать процесс работы сотрудника и убеждении, что менеджеры умеют предсказывать и прогнозировать с заданной точностью. Так компании управлялись 100 лет и управляются до сих пор. Тейлоризм позволил поднять производительность труда в десятки раз.
Но не все так просто, тогда же сформировалась бюрократия как система управления, появились идеи что в организации нужно прописывать требования и должностные инструкции. Возникла необходимость описать, как должны быть построены бизнес-процессы, кто, как и с кем должен взаимодействовать. Так, стандартизация превратилась в стагнацию — многие задачи стали носить формальный характер.
Основными моделями, выступающие как альтернатива Тейлоризму стали гибкие модели управления такие как Социократия, Холакратия, Гуманократия, Beyond Taylor и т. д. Эти подходы синтезировали опыт клиентоцентричных и человекоцентричных компаний и предоставили возможность экспериментировать, отклоняться от регламентов. Так например, модель управления Beyond Taylor говорит о том, что сотрудникам стоит доверять принимать решения на рабочем месте, стоит давать им возможность раскрыть свой потенциал и поощрять инициативность и проактивность. Данные подходы нашли применение в таких компаниях как ВкусВилл, AGAMA, Haier, BUURTZORG, NUCOR, SW AIRLINES, HANDELSBANKEN, MORNING STAR, SEMCO, VINCI, Nearsoft, Spotify, Монастырев.